# Twierdzenie Straszewicza

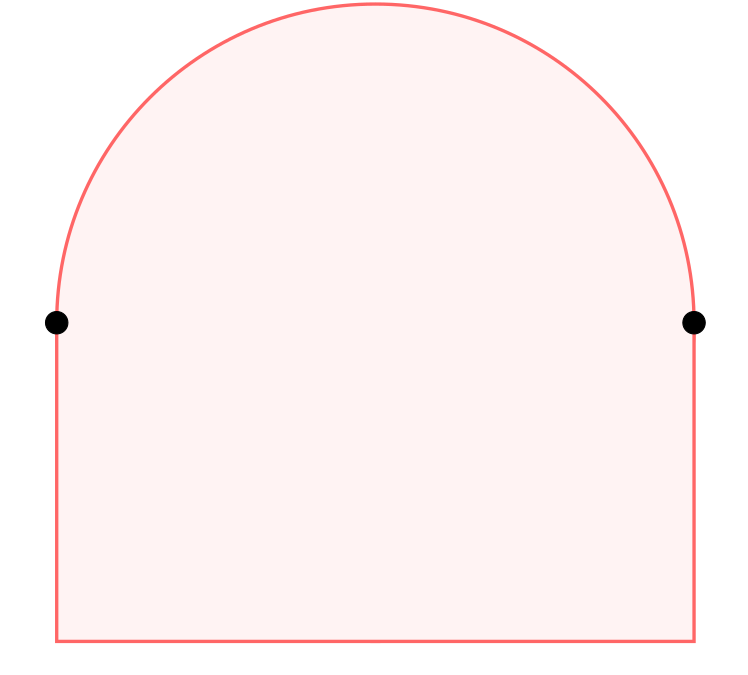
Zbiór wypukły (kolor czerwony) wraz z zaznaczonymi punktami ekstremalnymi, które nie są eksponowane. Punkty te leżą w domknięciu zbioru punktów eksponowanych leżących na łuku będącym częścią brzegu zaznaczonego zbioru wypukłego.

Twierdzenie Straszewicza – twierdzenie geometrii wypukłej, mówiące, że dla każdego zwartego i wypukłego podzbioru {\displaystyle K} przestrzeni euklidesowej zbiór {\displaystyle \mathrm {ext} K} punktów ekstremalnych {\displaystyle K} zawiera się w domknięciu zbioru {\displaystyle \exp K} punktów eksponowanych zbioru {\displaystyle K;} symbolicznie:
{\displaystyle \mathrm {ext} \,K\subseteq {\overline {\exp \,K}}.}
W szczególności
{\displaystyle K={\overline {\mathrm {conv} }}\,\exp \,K,}
tj. {\displaystyle K} jest domknięciem otoczki wypukłej zbioru swoich punktów eksponowanych.
Twierdzenie udowodnione w 1935 roku przez Stefana Straszewicza.